# مرادعلی سالار احمدی
مراد علی سالار احمدی  ملقب به حاج مرادعلی سالار احمدی (زاده ۱۳۱۳ - درگذشته ۲۰ مرداد ۱۳۹۷) خواننده موسیقی مقامی و اولین خواننده ایست که مقام مشهور نوایی با صدای او ضبط و ثبت شد.

## زندگی هنری
مرادعلی سالار احمدی زادهٔ ۱۳۱۳ تربت جام بود. وی توسط پدرش غلامحسین که کشاورز بود بزرگ شد و آوازهای مقامی تربت‌جام را از ایشان فراگرفت. دوازده ساله بود که در شب‌نشینی‌ها و نشست‌های دورهمی به زیبایی دوبیتی‌های عرفانی می‌خواند. مرادعلی سالار احمدی این هنر را موهبتی الهی می‌دانست که از پدر به او و از او به فرزندان خویش خواهد رسید و معتقد بود این هنر نسل به نسل در خانواده اش می‌ماند.
به واسطه پژوهش‌هایی که در قالب مرکز حفظ و اشاعه موسیقی انجام می‌گرفت؛ فوزیه مجد به تربت جام سفر کرد و تمامی خوانندگان تربت جام را از نزدیک دید، وی حاج مرادعلی را برای معرفی موسیقی مقامی شرق انتخاب و به جامعه هنری معرفی نمود.

## اجرای موسیقی
جشن هنر شیراز اولین تجربهٔ مرادعلی سالار احمدی در پهنهٔ ملی بود، وی برای یکساعت فریادهای محلی خراسان را خواند و در آنجا بود که برای اولین بار نوایی را خواند و مورد تشویق اهل فن قرار گرفت.
بعد از این دوران بود که اجراهایی در دیگر نقاط جهان همچون کشورهای لبنان، ایتالیا، تونس، انگلستان و … انجام داد.
در سال‌های قبل از انقلاب ۵۷، نظرمحمد سلیمانی نوازندهٔ نابغهٔ موسیقی مقامی شرق او را همراهی می‌کرد. وی پس از درگذشت سلیمانی با ذوالفقار عسگری‌پور و عبدالله سروراحمدی به همکاری پرداخت.
حاج مرادعلی سالار احمدی پس از انقلاب مورد کم لطفی و بی‌توجهی بود و از صحنه دور ماند تا اینکه در سال ۱۳۹۲ در دو جشنواره دوباره بر صحنه آمد و همه را حیرت‌زده کرد.
وی در سال ۱۳۹۷ در حوزه تخصصی آواز محلی خراسان مقام درجه یک هنری را دریافت کرد و همان سال در گذشت.
سالار احمدی به واسطه پژوهش‌های فوزیه مجد، مقام نوایی اولین بار با صدای او و نوازندگی نظرمحمد سلیمانی توسط فوزیه مجد ثبت و ضبط و توسط آقای مسعودیه آوانگاری شد که در کتاب موسیقی تربت جام نیز منتشر شده‌است.
به نقل از فوزیه مجد :
هیچ‌کس آواز کوچه‌باغی را به زیبایی و درستی مرادعلی نمی‌خواند.

## درگذشت
مرادعلی سالار احمدی در ۲۰ مرداد ۱۳۹۷ به علت کهولت سن و در اثر عارضه قلبی درگذشت. وی با خواندن زاده شد و با خواندن از دنیا رفت، فیلمی موجود است که او در بستر بیمارستان هنوز با همان تحریرهای خاص و پیچیده‌اش نوایی را می‌خواند. او را در بهشت محمدی تربت جام و در کنار پدر و مادرش به خاک سپردند.